# Daniele Barbaro

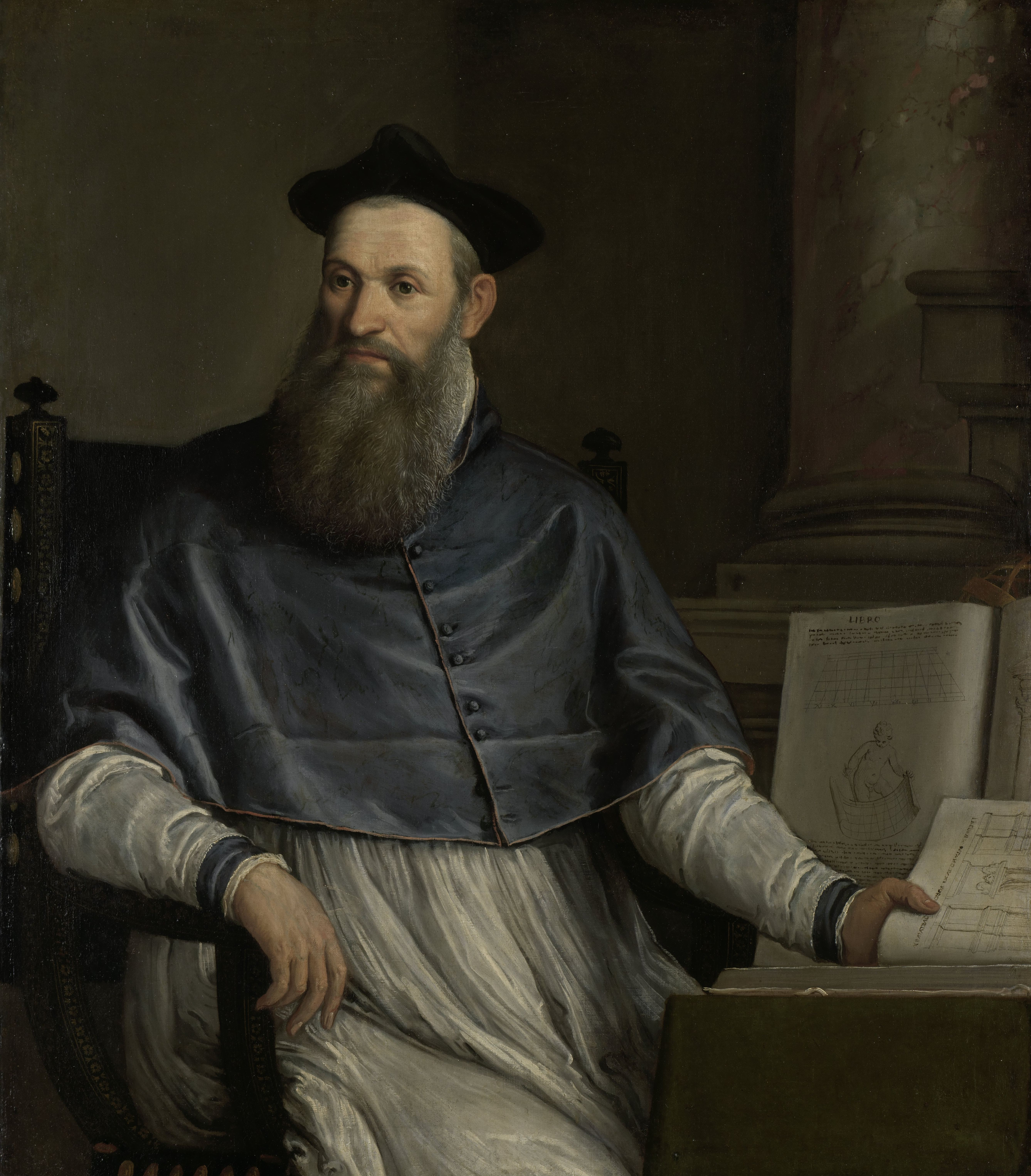
Daniele Barbaro als een hoge geestelijke, portret door Paolo Veronese (het boek op het schilderij is een vertaling van het werk van Vitruvius, vertaald door Barbaro)

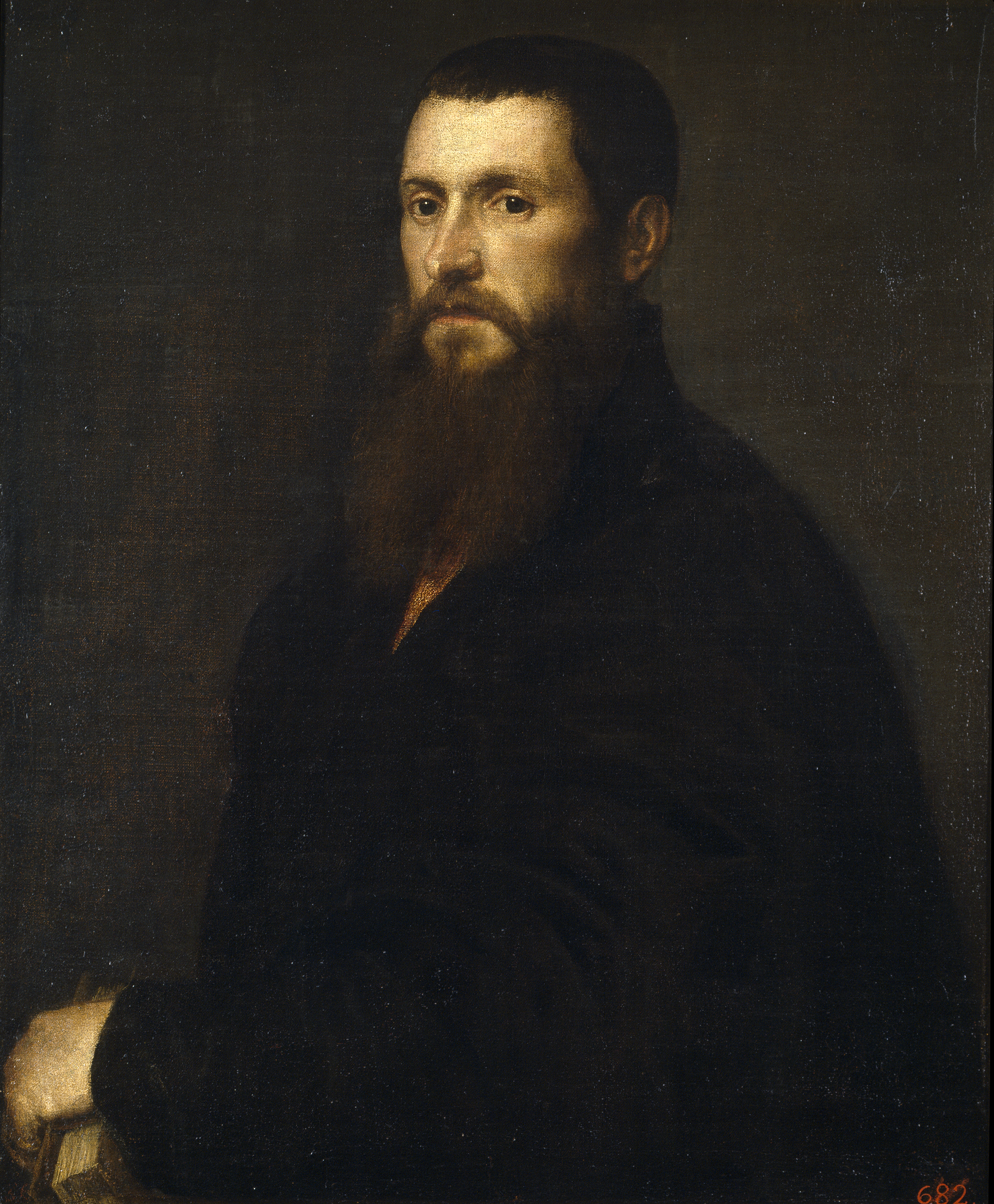
Schilderij van Daniele Barbaro geschilderd door Titiaan.

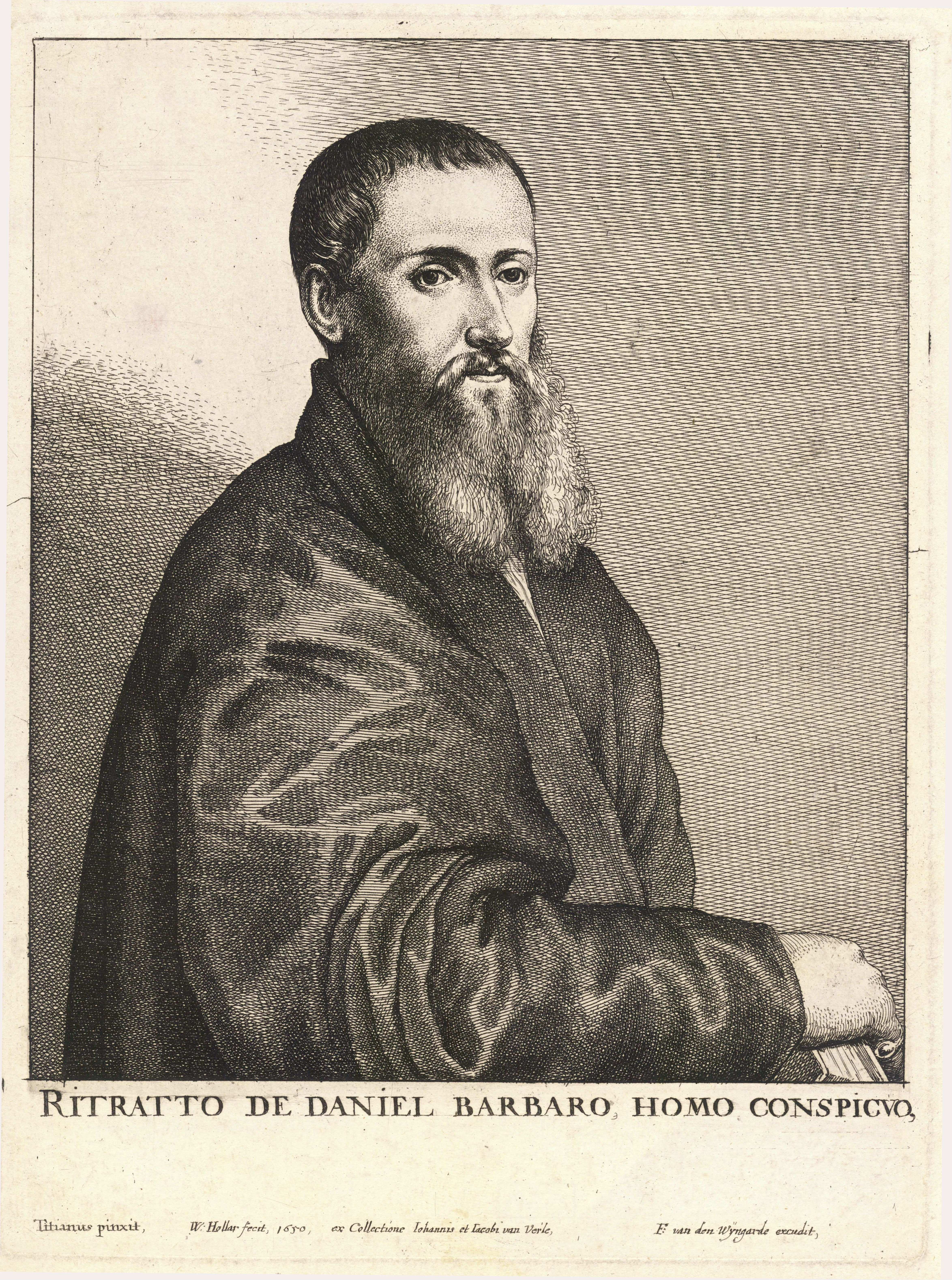
Etcs van Daniele Barbaro door Wenzel Hollar.

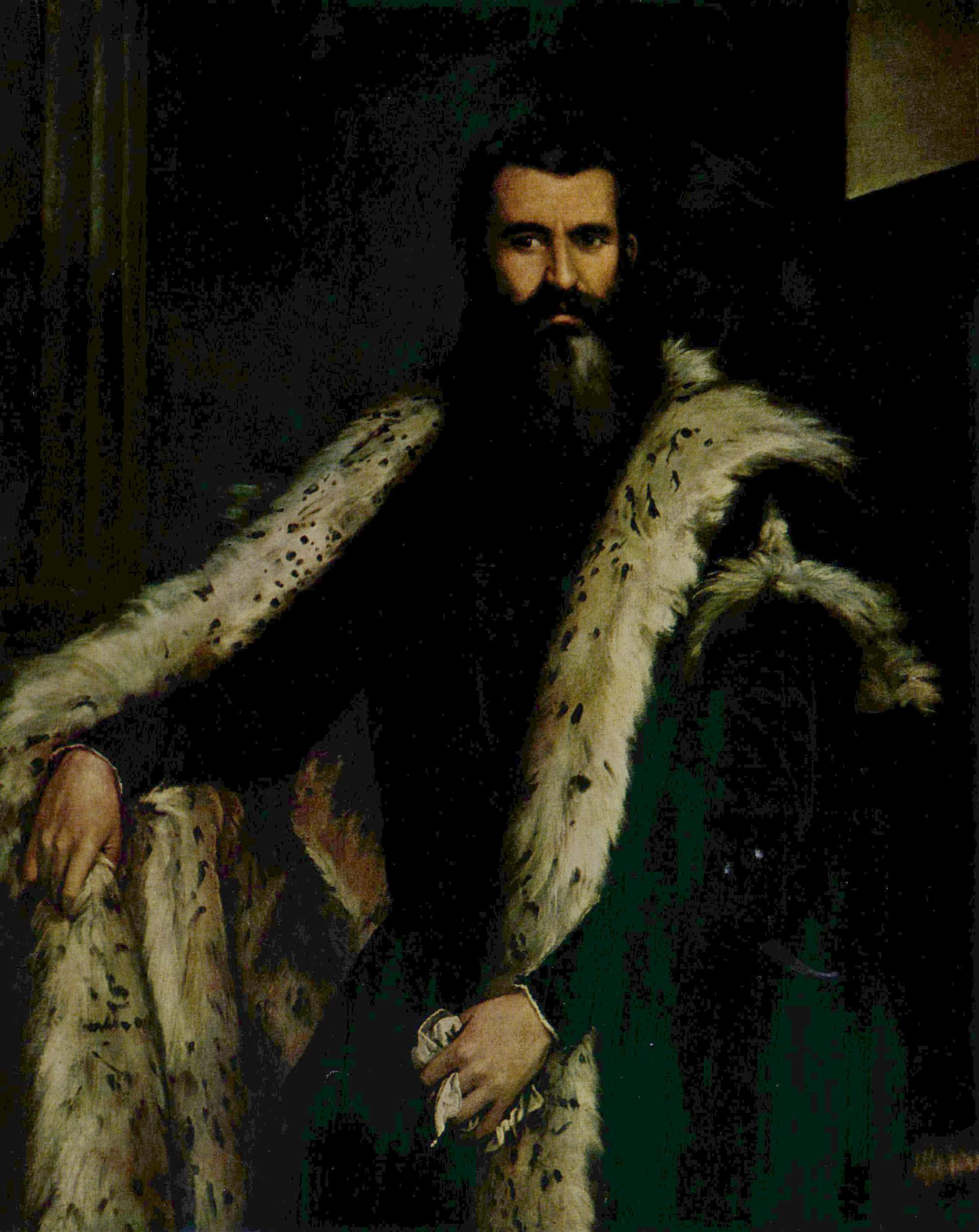
portret van een edelman in bont door Paolo Veronese, geïdentificeerd als Barbaro.

Daniele Matteo Alivise Barbaro (ook Barbarus) (Venetië, 8 februari 1513 - aldaar, 13 april 1570) was een Italiaans aristocraat, humanist, kardinaal, diplomaat, auteur en kenner van architectuur en werd voornamelijk bekend door zijn samenwerking met een van de eeuwenlang wereldwijd meest invloedrijke architecten: Andrea Palladio.

## Biografie
Daniele Barbaro werd 8 februari 1513 in Venetië geboren als zoon van Franseco di Daniele Barbaro en Elen Pisani, dochter van een bankier. Daniele studeerde filosofie, mathematiek en optiek op de universiteit van Padua. Zijn testament wijst naar zijn collectie van aangekochte en ontworpen astronomische instrumenten. Hem wordt het ontwerp van de botanische tuin van de universiteit toegeschreven. Daniele was ook kunstkenner, schrijver en kenner van architectuur. Als cultureel humanist was hij bevriend met en bewonderaar van de dichter Torquato Tasso (1544-1595) en een student van de kardinaal en schrijver Pietro Bembo (1470-1547). Hij schreef meerdere boeken waaronder een boek over artistieke vooruitzichten La Pratica della Perspettiva.
Daniele diende de Republiek Venetië als ambassadeur aan het hof van Edward VI in Londen en als gezant op het Concilie van Trente. Hij bereikte de religieuze rang van kardinaal. Zijn aanstelling was misschien geheim om diplomatieke complicaties te vermijden. In 1550 werd hij verkozen als patriarch van Aquileia, een geestelijke benoeming die de goedkeuring van de Venetiaanse staat vereiste.

## Invloed Vitruvius
Zoals velen in zijn tijd was Daniele Barbaro erg beïnvloed door de studies van de bouwkundige principes van de Romeinse architect Vitruvius.  Deze had ze beschreven in zijn geschrift uit 25 voor Christus De Architectura Libri Decem (vertaald De Tien Boeken van de Architectuur, in het Nederlands in 2003 verschenen als Handboek Bouwkunde).
Het werk was echter verminkt overgeleverd. Zo ontbraken de tekstverduidelijkende afbeeldingen. Net als vele anderen poogde ook Daniele de ware bedoeling van Vitruvius met betrekking tot de regels voor de gedachte ideale compositie van een gebouw, de constructie en de versieringen ervan te achterhalen.  Net als vele anderen was ook Barbaro in 1547 reeds begonnen aan een Vitruvius-vertaling met daarbij uitvoerig commentaar en ideeën.

## Samenwerking met Palladio

### Vitruvius -vertaling
Juist in die tijd ontwikkelde de architect Andrea Palladio (1508-1570) in Veneto – het platteland bij Venetië – een nieuw soort buitenhuis. Daarbij zag hij kans de bouwkundige principes van Vitruvius op een eigentijdse praktische wijze te herintroduceren. Hij greep daarbij terug op de Romeinse bouwkunst. Deze was op zijn beurt op de Griekse bouwkunst gebaseerd. Daarbij had hij al opzienbarende innovaties in het daar traditioneel gebouwde ‘woonhuis’ aangebracht en deze vanaf 1550 de allure van tempels gegeven. 
Rond 1550 kwam Daniele in contact met Palladio. Barbaro publiceerde in 1556 een vertaling in het Italiaans met commentaar op Vitruvius Dieci libri dell”architettura di  M. Vitruvio. Het werk was opgedragen aan kardinaal Ippolito II d'Este in Tivoli nabij Rome.
In 1557 publiceerde hij een vertaling in het Latijn M.Vitruvii de architectura. Daniele erkende echter dat Palladio's diepgaande kennis op het gebied van architectuur en archeologie had bijgedragen aan het werk. De zo ontbeerde tekstverduidelijkende illustraties die Palladio hier speciaal voor maakte getuigen daarvan. Het maakte het zo de meeste accurate versie van Vitruvius tot dan toe. Tevens was het werk een bijdrage aan de kunst in het algemeen. De kunstenaar El Greco bijvoorbeeld bezat er een exemplaar van.

### Villa Barbaro
Na de door van zijn vader erfde Daniele met zijn broer Marcantonio een landgoed bij Maser nabij Venetië. Zij gaven in 1550 Palladio de opdracht daarvoor hun gezamenlijke landhuis, de Villa Barbaro te ontwerpen. Daniele en Palladio bezochten gezamenlijk Rome en de architectuur van het landhuis reflecteert hun interesses in de oude gebouwen die zij daar zagen. Francesco Sansovino beschouwde Daniele naast Palladio en zijn vader Jacopo Sansovino dan ook als een van de drie beste Venetiaanse architecten. Het ontwerp ging dan ook in nauwe samenwerking met elkaar.
De villa kreeg de opzet van een naar voren springend hoofdgebouw met aanbouwen. In deze aanbouwen bevinden zich opslagruimten of barchessa's genoemd. Zo was het gebouw niet alleen een representatieve villa, een zogenoemde villa suburbana (voorstadvilla), maar kon tevens als een zogenoemde villa rusticana (boerderijvilla) worden gebruikt. Palladio had al in verschillende varianten een paar van zulke villa's in Veneto ontwikkeld.
De aanbouwen spreiden zich symmetrisch evenwijdig links en rechts van de villa in rechte lijn als armen uit. Voor de barchessa's loopt dan nog een overdekte door bogen geopende gang. Aan elk eind bevindt zich er als een dakkapel een duiventil op. Het gesloten voorfront van deze hebben de vorm van een halsgevel of klokgevel. De villa werd al snel wereldwijd bekend. Het uiterlijk van de duiventillen hebben wellicht dan ook model gestaan voor de beroemde Amsterdamse gevels die de architect Philips Vingboons (1607-1678) in die stad als eerste introduceerde..
Het hoofdgebouw kreeg als versiering een fronton – waarmee Palladio vanaf zijn derde Villa Gazotti de eerste in Veneto was die dit op een ‘woonhuis’ zette. Alhoewel zijn villa's in die tijd aan de voorzijde een toegangsportaal met pilaren hadden was dit bij deze villa niet het geval. Het voorfront had op de verdieping een balkon en enkele ramen. Op de begane grond ook enkele ramen en een serredeur. De ingang van de villa ligt dan ook aan de zijkant en kan door de gang voor de barchessa's bereikt worden. Het voorfront is echter wel versierd met enkele halfzuilen (plat tegen de gevel geplaatste zuilen). 
Zo gaf Palladio het ‘woonhuis’ de allure van een kleine tempel.
Zonder groots toegangsportaal geeft het een indruk die het beroemd maakte als een verfijnde ‘ideale compositie’ van een variant van dit type villa van Palladio.
In navolging van dit type villa met aanbouwen komen in Nederland onder andere het stationsgebouw van Zwolle en het Paleis Soestdijk ermee overeen. Maar het is eeuwenlang wereldwijd in vele variaties geïmiteerd.
De villa zelf is als te doen gebruikelijk rijkelijk gedecoreerd met magnifieke fresco's van Paolo Veronese met diverse trompe-l'oeil (illusionistische) effecten en diverse speelse details. Zo is er een hondje dat om een zuil heen kijkt en een paar sloffen en een kwast, quasi ‘vergeten’ door de schilder. Het stucwerk is gemaakt door Allessandro Vittorio.
Paolo Veronese schilderde ook twee portretten van Daniele. Eén als een Venetiaanse aristocraaten één in geestelijk gewaad. Op een van de schilderijen zit hij aan een tafeltje waarop de twee beschreven boeken van Daniele opengeslagen staan.
Vanaf 1996 zijn de meeste van Palladio's bouwwerken waaronder de Villa Barbaro opgenomen op de Werelderfgoedlijst van de UNESCO. Daardoor wordt een groot deel van zijn werk als belangrijk cultureel erfgoed gezien.
De machtige Barbaro's introduceerden Palladio in Venetië. Palladio werd daar uiteindelijk na Jacopo Sansovino 'Hoofdarchitect van de Republiek Venetië' (Proto della Serenissima).
Het kan zijn  dat Daniele Barbaro het Palazzo Trevisan in Murano heeft ontworpen, alleen of in samenwerking met Palladio. Mogelijk werkten net zoals aan de Villa Barbaro ook Paolo Veronese en Allessandro Vittorio aan het project dat in 1557 gereed was.

## Overlijden
Daniele Barbaro stierf 3 april 1570 en werd in een niet aangeduid graf begraven achter de kerk van Francesco della Vigna. Daniele was degene die het altaarstuk van de kerk De Doop van Christus (v.1555) door Battista Franco had gefinancierd.

## Literatuur

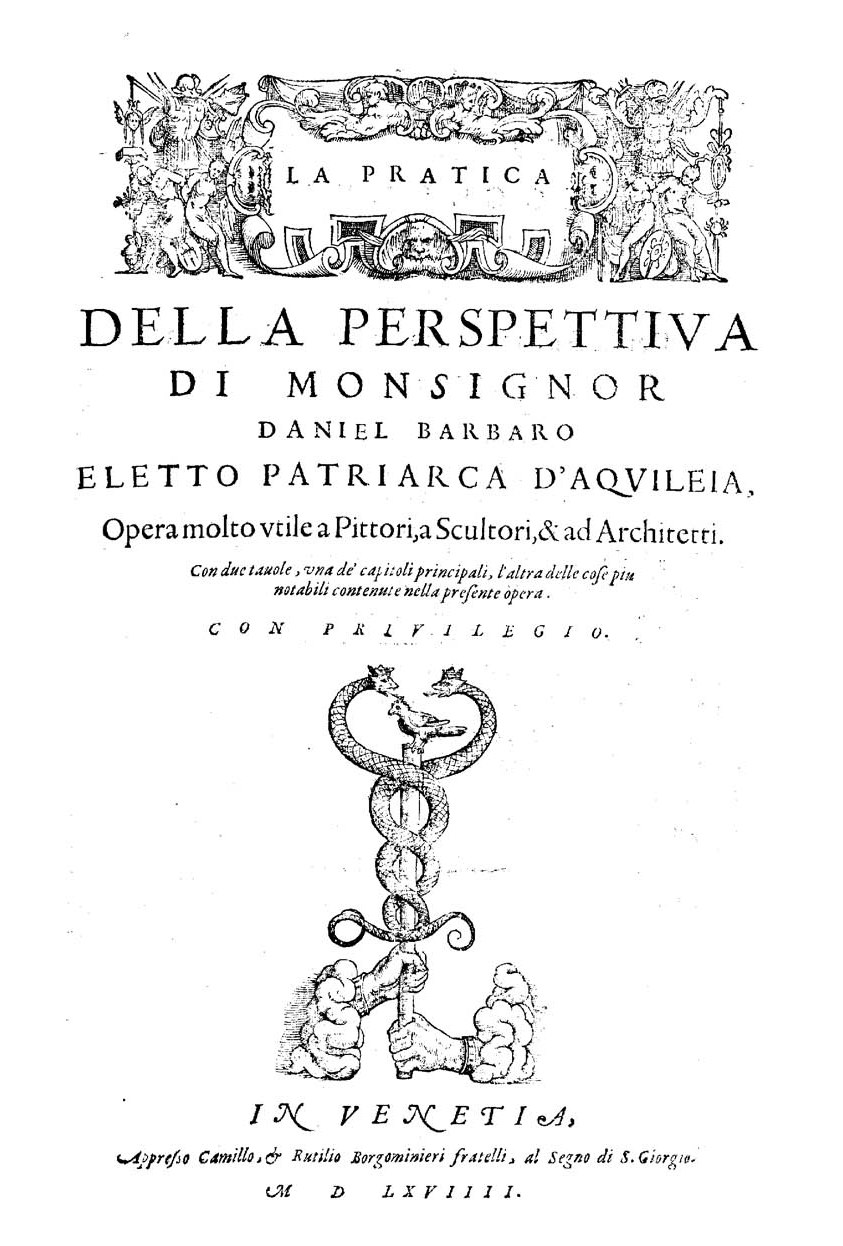
Pratica della perspettiva, 1569